# Driven (2018)
Driven är en amerikansk komisk biografisk film från 2018 i regi av Nick Hamm.

## Handling
Småskurken Jim Hoffman tvingas av FBI-agenter att locka bilmagnaten John DeLorean in i kokainhandel för att rädda sitt skuldsatta företag.

## Rollista i urval
- Jason Sudeikis - Jim Hoffman
- Lee Pace - John DeLorean
- Judy Greer - Ellen Hoffman
- Corey Stoll - agent Benedict Tisa
- Isabel Arraiza - Cristina Ferrare
- Michael Cudlitz - Morgan Hetrick
- Erin Moriarty - Katy Connors
- Justin Bartha - Howard Weitzman
- Iddo Goldberg - Roy